# Omnibusverkehr Zügel
Omnibusverkehr Zügel mit Sitz in Wüstenrot im Landkreis Heilbronn ist ein privates Busunternehmen. Der Familienbetrieb ist im Linienverkehr, im Gelegenheitsverkehr und als Reiseveranstalter tätig und betreibt ein Reisebüro. Innerhalb des Heilbronner Hohenloher Haller Nahverkehrs (HNV) betreibt Zügel zwei Buslinien. Weitere Linienfahrten werden als Subunternehmer von Regional Bus Stuttgart (RBS) durchgeführt.

## Geschichte
Das Unternehmen wurde 1931 vom damals 23-jährigen Ernst Zügel gegründet. Er bot zunächst Taxifahrten und Krankentransporte mit einem Hanomag-Pkw an. Zwei Jahre darauf setzte er einen umgebauten Lkw als ersten Bus ein. Damit nahm er einen Linienverkehr zwischen Heilbronn und Wüstenrot auf. 1934 kam der erste Omnibus zu Zügel, 1935 erstmals ein fabrikneuer Reisebus. 1936 bis 1937 wurde der Fuhrpark um weitere gebrauchte Busse ergänzt. Zwischen 1939 und 1945 waren die Busse teilweise dienstverpflichtet und wegen Treibstoffmangels auf Holzvergaser umgerüstet.
Nach 1945 entwickelte sich eine Konkurrenz zwischen der Linie von Zügel und der Kraftpost, die ebenfalls eine Linie zwischen Heilbronn und Wüstenrot betrieb. Von 1987 an akzeptierten der Bahnbus als Nachfolger der Kraftpost und Zügel an Wochenenden ihre Fahrkarten gegenseitig und veröffentlichten die Wochenendfahrten gegenseitig. Die Zusammenarbeit zwischen Heilbronn, dem Sulmtal und den Löwensteiner Bergen mit Regional Bus Stuttgart wurde ab dem 1. August 1989 verstärkt: Von diesem Zeitpunkt an wurden Fahrkarten an allen Wochentagen gegenseitig anerkannt und die Fahrpläne wurden untereinander abgestimmt. Innerhalb des Landkreises Heilbronn diente dieses Modell als Vorbild für weitere Kooperationen.
Zum 1. Januar 2008 übernahm Omnibusverkehr Zügel das Unternehmen Auto Braun aus Bubenorbis, wo sich heute ein zweiter Betriebshof von Zügel befindet.

## Betrieb

### Linien
Zügel betreibt mehrere Buslinien innerhalb des HNV / NVH mit eigener Konzession:
| Nr. | Verlauf                                                                               |
| --- | ------------------------------------------------------------------------------------- |
| 635 | Willsbach – Löwenstein – Wüstenrot (Neudeck mit Regional Bus Stuttgart)               |
| 636 | Willsbach – Weiler – Reisach – Lichtenstern – Willsbach                               |
| 46  | Bretzfeld – Schwabbach – Siebeneich – Neudeck – Langenbrettach – Bitzfeld – Bretzfeld |

Auf weiteren HNV-Linien verkehren Busse von Zügel im Auftrag von Regional Bus Stuttgart.

### Fahrradbus
Nach einer Probephase im Herbst 2011 setzte Zügel von Mai 2012 bis Oktober 2012 an Wochenenden und Feiertagen auf der HNV-Linie 635 Busse mit einem Fahrradanhänger für bis zu 20 Räder ein. Mit Unterstützung der Touristikgemeinschaften Heilbronner Land und Hohenlohe sollten auf diesem Weg die Löwensteiner Berge besser für den Fahrradtourismus erschlossen werden.